# Litz
Litz es una banda de hardcore melódico natural de la ciudad de Paraná, Entre Ríos, Argentina. Nació a principios del 2004 y hasta el día de la fecha han compartido escenario con bandas como Eterna Inocencia, Da-Skate, Carajo, Cadena Perpetua, Los Violadores, El Otro Yo, Asphix.. entre otras.
La banda lleva editado 2 materiales propios: "... y soñar" disco del año 2006 que contiene 13 temas, "Morir y volver a nacer" Ep grabado en el año 2008 que contiene 7 temas y por último un Split junto a Elliot que contiene 2 canciones de cada banda, este último fue realizado en el 2009.

## Integrantes
El grupo está formado por:
- Gusty Grippo: Voz y bajo.
- Ricky Carlini: Batería.
- Luquitas Colombetti: Guitarra y coros.
- Valen Árabe: Guitarra y coros